# Santa Ana (Miranda)
Pour les articles homonymes, voir Santa Ana.
Santa Ana est l'une des sept paroisses civiles de la municipalité de Miranda dans l'État de Falcón au Venezuela. Sa part urbaine correspond aux quartiers centraux de sa capitale Coro, chef-lieu de la municipalité et capitale de l'État.

## Géographie

### Démographie
Hormis les quartiers centraux de la capitale Coro, chef-lieu de la municipalité et capitale de l'État de Falcón, la paroisse civile abrite plusieurs localités dont :
- Coro (quartiers centraux)
- El Recreo (partagé avec Santa Ana)
- San Agustín (partagé avec Santa Ana)